# Ernst Soudek
Ernst Soudek (* 30. September 1940 in Wien) ist ein ehemaliger österreichischer Diskuswerfer und Kugelstoßer.

## Karriere
1964 schied er bei den Olympischen Spielen in Tokio in der Qualifikation aus.
Bei den Leichtathletik-Europameisterschaften wurde er 1966 in Budapest Zwölfter und scheiterte 1971 in Helsinki in der Vorrunde.
1964 und 1967 wurde er Österreichischer Meister im Diskuswurf und 1964 im Kugelstoßen.

## Persönliche Bestleistungen
- Kugelstoßen: 17,38 m, 3. August 1979, Wien
- Diskuswurf: 62,50 m, 1. Mai 1972, Bowling Green